# A Distant Shore (romanzo)
A Distant Shore è il settimo romanzo dell'autore britannico Caryl Phillips (St. Kitts, 13 marzo 1958), pubblicato nel 2003 da Secker & Warburg nel Regno Unito e da Knopf negli Stati Uniti. Nel 2004 il romanzo arriva finalista al PEN/Faulkner Award, e sempre nello stesso anno vince il premio come Miglior Libro nella categoria dell’Europa e dell’Asia del sud al Commonwealth Writers Prize del 2004. Il New York Times lo definisce come uno dei giganti letterari del nostro tempo.

## Introduzione alla trama
Ambientato nell'Inghilterra contemporanea, A Distant Shore è la storia di Solomon, un uomo africano e di Dorothy Jones, una donna inglese le cui vite segrete, e i mondi, sono rivelati nella loro fragile, fatale connessione. Come l'autore stesso afferma, A Distant Shore è un romanzo sull'identità mancante di due individui, ma è anche un romanzo sull'identità nazionale inglese.

## Trama
Il romanzo si apre con il trasferimento di Dorothy a Stoneleigh, un paesino vicino a Weston, dove è nata e cresciuta. Dorothy ha un passato molto difficile. La vita sentimentale di Dorothy è segnata da un marito che la abbandona per una donna più giovane, dalla relazione con un uomo sposato, Mahmood, e dalla relazione con il suo collega Geoff Wawerly, episodio che la costringe a ritirarsi dal lavoro e andare in pensione in anticipo. Nonostante ciò, cerca di ricostruirsi una vita dando lezioni di musica a degli adolescenti annoiati.  Fin dall’inizio il lettore capisce che lei è una donna di mezza età, completamente sola ed emotivamente fragile a causa degli eventi del passato, in particolare quello della morte della sorella Sheila. L’unico amico che Dorothy trova è il suo vicino di casa Solomon, che si prende cura di lei accompagnandola alle sue visite dal dottore.
A questo punto il racconto cambia improvvisamente scena e personaggi. Dal presente si ritorna al passato, dall’Inghilterra si passa a un paese sconosciuto dell’Africa, dove viene raccontata la vita precedente di Gabriel (il vero nome di Solomon). Il suo paese è distrutto dalla guerra civile, e Gabriel si arruola nell’esercito. La sua famiglia è torturata, violentata e assassinata brutalmente dalla milizia. Per questo motivo Solomon decide di fuggire dal suo paese con l’aiuto dello zio Joshua; e per ottenere il denaro per il viaggio, uccide il suo ex datore di lavoro Felix. Riesce ad imbarcarsi nel lungo e pericoloso viaggio alla volta dell’Inghilterra, e quando vi arriva percepisce un senso di delusione. Qui incontra una ragazza inglese, Denise, che poi lo accusa falsamente di averla violentata. A seguito di questo episodio Gabriel viene arrestato. Mentre Gabriel è in prigione fa esperienza di numerose atrocità, tra cui gli insulti delle guardie e la morte senza dignità del suo compagno di cella Said.
Quando alla fine esce di prigione, si dirige verso il nord dell’Inghilterra, e cambia il suo nome in Solomon. Qui incontra Dorothy, i due hanno subito un’intesa reciproca, forse a causa delle loro esperienze passate e soprattutto a causa della loro solitudine: Dorothy infatti è appena uscita da un matrimonio durato trent'anni che l'ha segnata emotivamente. Solomon appare agli occhi di Dorothy molto diverso rispetto alla gente del posto, a partire dal suo aspetto, dalle sue abitudini e la sua routine. Tutto ciò suggerisce a Dorothy, ma anche al lettore stesso, la complessa storia che si cela dietro al personaggio di Solomon. L'unica cosa che entrambi i personaggi hanno in comune è una lingua condivisa: l'inglese. Tra i due vi è una sorta di empatia, ma non riusciranno mai a stabilire un rapporto duraturo. Solomon diventa di nuovo vittima del razzismo: riceve lettere minatorie e oltraggiose. L’amicizia tra lui e Dorothy non dura a lungo poiché Solomon viene brutalmente assassinato e il suo corpo abbandonato in un canale da una banda di teppisti che si divertiva a spaventarlo.